# Un tram che si chiama Desiderio (film 1984)
Un tram che si chiama Desiderio (A Streetcar Named Desire) è un film per la televisione del 1984, diretto da John Erman, basato sull'omonima opera teatrale del 1947 di Tennessee Williams. Per la sua interpretazione nel ruolo di Blanche DuBois, Ann-Margret vinse il  Golden Globe per la miglior attrice in una mini-serie o film per la televisione.

## Trama
Dopo aver perso per debiti la casa di famiglia, Blance DuBois si trasferisce a New Orleans dalla sorella Stella, ma i contrasti con il cognato, Stanley, si fanno sentire da subito e degenereranno fino allo stupro della donna, che la lascia in uno stato di completo crollo psicotico.